# Neiqi
Neiqi (ou nei ch'i) est un concept du taoïsme qui peut se définir par les termes : énergie intérieure, ou esprit du corps. Il est à opposer à waiqi, l'esprit extérieur, l'énergie externe. Le concept du qi est proche du prana de l'hindouisme.

## Source
- Dictionnaire de la Sagesse orientale, Éditions Robert Laffont, page 383.